# Vanishing Point (film 1997)
Vanishing Point è un film del 1997 diretto da Charles Robert Carner, con Viggo Mortensen e Jason Priestley, remake di Punto zero (Vanishing Point, 1971) di Richard C. Sarafian.
Il film venne trasmesso per la prima volta dalla Fox il 7 gennaio 1997.

## Trama
Jimmy Kowalski è un veterano della guerra del Golfo che lavora come trasportatore d'auto per pagare una costosa operazione chirurgica a sua moglie. Sulla strada, viene informato che la già difficile gravidanza di sua moglie sta peggiorando e decide di tornare a casa a tutta velocità, rifiutando di fermarsi ai posti di blocco della polizia. La polizia pensa che il suo rifiuto di fermarsi sia dovuto al fatto che trasporta droghe o peggio nel bagagliaio dell'auto e così inizia un inseguimento per il quale saranno attraversati gli Stati Uniti.
Nel suo cammino viene aiutato da un deejay chiamato "Da Voice". Venuto a sapere della morte della moglie, Kowalski si andrà a schiantare ad altissima velocità, nonostante l'epilogo del film suggerisca che egli è riuscito a fuggire per vivere con la figlia.

### Differenze con l'originale
La trama principale rimane la stessa, ma il numero di protagonisti è cresciuto, i personaggi principali, Kowalski e "Da Voice" (un deejay rap molto diverso dal "Grande Grande Anima" di Punto zero, che trasmetteva musica rock o soul) sono stati modificati significativamente e la trama è cambiata di conseguenza. Inoltre Kowalski riesce a salvarsi mentre nel primo film il protagonista muore schiantandosi contro due pale meccaniche.

## Riconoscimenti
- Golden Reel Award
  - Candidatura al miglior montaggio sonoro